# Цагаан Батцэцэг
Цагаан Батцэцэг (транскрипция американской версии имени англ. Tsagaan Battsetseg), Цагааны Батцэцэг (монгольская версия имени  монг. Цагааны Батцэцэг) род. 30 января 1972) — монгольская и американская шахматистка, международный мастер среди женщин (1990).
Многократная чемпионка Монголии (1989, 1990, 1992, 1994, 1995, 1996, 1997). В составе сборной Монголии участница четырёх Олимпиад (1990, 1994—1998). Участница межзонального турнира в Азове (1990). С начала 2000-х проживает в США, в 2009 году заняла 10-е место в женском чемпионате США по шахматам. 

## Изменения рейтинга
| Графики недоступны из-за технических проблем. См. информацию на Фабрикаторе и на mediawiki.org. |